# Max zu Schaumburg-Lippe

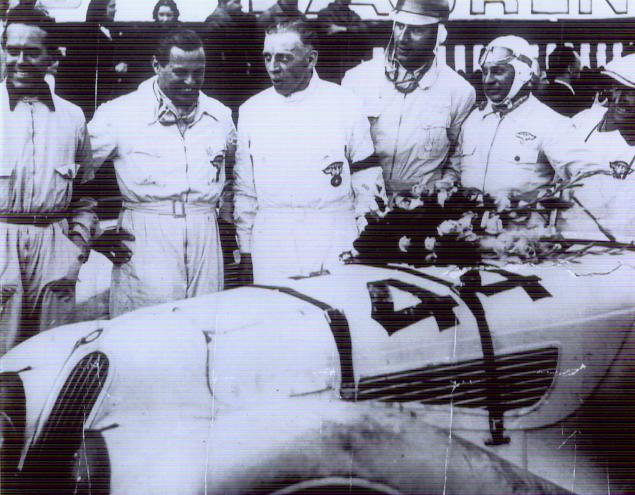
Max zu Schaumburg-Lippe (Zweiter von Links) beim 24-Stunden-Rennen von Spa-Francorchamps 1938

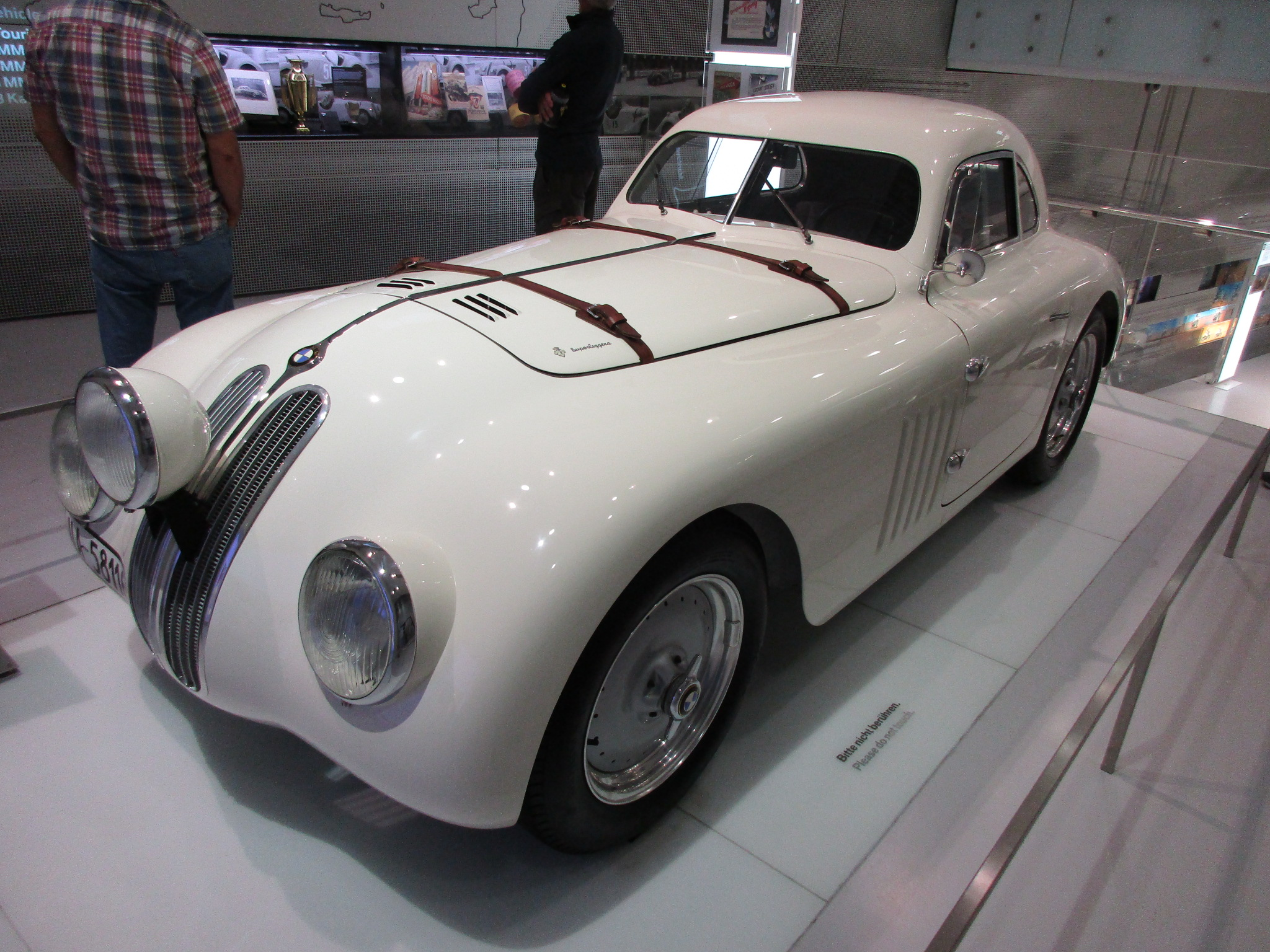
Der BMW 328 Touring Coupé mit dem Max zu Schaumburg-Lippe beim 24-Stunden-Rennen von Le Mans 1939 am Start war

Wilhelm Eugen Georg Konstantin Maximilian „Max“ Prinz zu Schaumburg-Lippe (* 28. März 1898 in Wels, Österreich; † 4. Februar 1974 in Salzburg) war ein deutsch-österreichischer Automobilrennfahrer. Er fuhr für Mercedes und BMW.

## Leben
Max Prinz zu Schaumburg-Lippe (1919 deutscher Staatsbürger, wonach der ehemalige Titel Teil des Nachnamens wurde), aus der böhmischen Linie (Nachoder Linie) des Hauses Schaumburg-Lippe, war ältester Sohn von Prinz Albrecht zu Schaumburg-Lippe (1869–1942) und Herzogin Elsa von Württemberg (1876–1936), Tochter der Großfürstin Wera Konstantinowna von Russland (1854–1912). Er war das Patenkind von Prinz Max von Baden, nach dem er benannt wurde. Aufgewachsen ist er in der königlichen Villa Berg in Stuttgart, Württemberg und Schloss Pfaffstätt in Oberösterreich.
Im Ersten Weltkrieg diente Schaumburg-Lippe als Offizier im Ulanen-Regiment „König Wilhelm I.“ (2. Württembergisches) Nr. 20.
In der Zeit des Nationalsozialismus trat er nach der Aufstellung derjenigen Parteigenossen, die Angehörige fürstlicher Häuser sind zum 1. Mai 1933 der NSDAP bei und erhielt die Mitgliedsnummer 3.018.293.
Im Zweiten Weltkrieg war er Major und Kommandeur einer Panzeraufklärungseinheit. Bereits Vater und Großvater waren k.u.k.-Offiziere gewesen.
Nach den Lehrjahren beim Bankier der früheren Fürstenfamilie, Baron von Rothschild, war er in den Vorkriegsjahren Vorstandsvorsitzender der Phoenix-Versicherungsgruppe in Berlin. Er übernahm auch die herzogliche Sammlung Fabergé von seiner Großmutter Vera von Württemberg, die er weltweit in Museen zeigte.
1933 heiratete er in Bad Homburg vor der Höhe Helga-Lee Roderbourg (1911–2005). Sie war eine Tochter des Vorstandsvorsitzenden der Accumulatoren Fabrik Berlin-Hagen AG (AFA, heute VARTA), Carl Roderbourg († 1940), und wuchs in der Villa Roderbourg in Berlin-Grunewald auf. Die Ehe blieb kinderlos. Allerdings adoptierte die Witwe kurz vor ihrem Tod den Sohn von Gertraud Wagner-Schöppl.

## Rennresultate
„Prinz Sause“ Max zu Schaumburg-Lippe wurde insbesondere als Rennfahrer bekannt:
- Am 20. Juli 1924 startete er mit einem Rabag-Bugatti beim Burrenwald-Rennen, einem Flach-Bergrennen, von Biberach an der Riß nach Schammach, welches er nicht beenden konnte.
- Beim Großen Preis von Deutschland am 11. Juli 1926 auf der AVUS in Berlin mit einer Renndistanz von 391,38 km belegte er den sechsten Platz mit einem OM 665 Superba. Sieger wurde Rudolf Caracciola mit einem Mercedes.
- Beim Großen Preis von Deutschland 1927 auf dem Nürburgring mit einer Distanz von 508,77 km mussten beide Piloten vom Mercedes-Werksteam, Rudolf Caracciola und Schaumburg-Lippe, wegen technischer Mängel aufgeben.
- Beim 24-Stunden-Rennen von Spa-Francorchamps 1936 wurde das Team Schaumburg-Lippe / Boetzher mit einem Adler Trumpf in ihrer Klasse Dritter.
- Mit seinem Copiloten Graf Giovanni Lurani, einem Italiener, belegte er bei der Mille Miglia 1938 auf einem BMW 328, Startnummer 108, den zweiten Platz in der Klasse bis 2000 cm³. Von 140 gestarteten Wagen kamen nach 1630 km lediglich 72 ans Ziel.
- Beim 24-Stunden-Rennen von Spa-Francorchamps 1938 wurde Schaumburg-Lippe mit seinem Partner Ralph Roese auf einem BMW 328, Startnummer 42, nach 2996,632 km bzw. 180 Runden Erster in der Klasse bis 2000 cm³ und Dritter im Gesamtklassement. Das Fahrzeug hatte das Zulassungskennzeichen IIA-57782, sowie die Fahrgestell-Nr. 85174. Dieser BMW 328, sowie zwei weitere BMW 328, wurden 1940/41 im Auftrag des NSKK, bei der Carrozzeria Touring, mit einer offenen Stromlinien-Karosserie versehen.[5]
- Im Grand Prix d'Anvers (Antwerpen) 1938 wurde er auf dem Werks-BMW 328 Fünfter. Das Rennen ging über 84 Runden à 6,437 km.
- Gemeinsam mit Hans Wencher, einem BMW-Ingenieur, gewann er 1939 mit einem BMW 328 Touring Coupé („Stromlinien-Innenlenker“) die Klasse 1501–2000 cm³ des 24-Stunden-Rennen von Le Mans und wurde Fünfter im Gesamtklassement[6].
- Bei der Litoranea Libica, einem 1500-km-Autodrom-Rennen, wurde Schaumburg-Lippe mit seinem Partner Ralph Roese auf einem BMW 328 Zweiter.

Max zu Schaumburg-Lippe war Vorstandsmitglied der Obersten Nationalen Sportkommission (ONS, heute DMSB) und Mitbegründer des AvD und ÖAMTC. Er war Pate für den Rennwagen „Prinz Max“-Mercedes.

## Statistik

### Le-Mans-Ergebnisse
| Jahr | Team | Fahrzeug              | Teamkollege  | Platzierung | Ausfallgrund |
| ---- | ---- | --------------------- | ------------ | ----------- | ------------ |
| 1939 | BMW  | BMW 328 Touring Coupé | Hans Wencher | Rang 5      |              |